# Hệ thống quản lý vận tải
Một hệ thống quản lý vận tải (TMS - Transporation Management System) là một hệ thống quản lý hoạt động vận tải và thường là một phần của một hệ thống quản lý doanh nghiệp.
TMS thường "nằm" giữa hệ thống quản lý đơn hàng và hệ thống quản lý kho. Một trường hợp điển hình sẽ bao gồm đơn hàng hướng vào (nhập vào) và hướng ra (xuất ra) được xác định bỏ mô-đun lập kế hoạch, đề xuất cho người dùng nhiều giải pháp đường đi. Các giải pháp này được đánh giá của những người hợp lý, và là thông qua cùng để các nhà cung cấp vận chuyển phân tích module để chọn tốt nhất, chế độ và ít nhất chi phí cung cấp. Một khi các nhà cung cấp tốt nhất là chọn, các giải pháp thông thường tạo ra tải điện tử đấu thầu, theo dõi dấu vết để thực hiện những lô hàng tối ưu với sự lựa chọn tàu, và sau đó để hỗ trợ vận chuyển và kiểm toán thanh toán (trình giải quyết). Các liên kết đến hệ thống ERP (sau hàng hóa vào tối ưu lô hàng), và đôi khi thứ để THAM chương trình cũng liên quan đến ERP cũng rất phổ biến.

## Bản quyền
Các hệ thống này đã được cung cấp với các loại khác nhau của cấp phép dàn xếp. Bốn cấp phép:
1. Trên cơ sở cấp phép (truyền thống mua giấy phép)
2. Lưu cấp phép (từ xa, Và đám Mây)
3. Trên cơ sở lưu cấp phép (một sự pha trộn của 1 và 2)
4. Lưu - ANH miễn phí của cấp phép (giống như 2 nhưng miễn phí không có giấy phép yêu cầu)

Ngoài ra, một số nhà cung cấp phần mềm đã được hoặc là mua hoặc sáp nhập với quản lý chuỗi cung cấp dịch vụ tư vấn và bắt đầu cung cấp hàng "pha trộn" quản lý và phần mềm dịch vụ như một bên ngoài quá trình. Chính Tầng 1 vẫn còn các nhà cung cấp độc lập, vận chuyển, và 3PL trung lập, và ERP trung lập. Trong khi ERP các nhà cung cấp đang di chuyển để cải thiện của họ trên cơ sở giao thông dịch vụ quản lý bằng cách thêm vào chi nhánh module của họ hiện thực hiện căn cứ, sự ra đời của phần Mềm như một Vụ hay "Google" cung cấp dẫn đến một sự đột biến của ANH đang nổi lên, các nhà cung cấp.

## Chức năng
Quản lý vận chuyển hệ thống quản lý bốn quá trình quan trọng của quản lý vận chuyển:
1. Kế hoạch và ra quyết định –  sẽ xác định hiệu quả nhất chương trình vận tải theo đưa ra thông số đó, có một cao hơn hoặc thấp hơn tầm quan trọng theo các người dùng mật: vận chuyển chi phí ngắn hơn thời gian ít hơn dừng lại có thể để đảm bảo lượng chảy tập kết, hệ số.
2. Giao thông vận tải thực Hiện – sẽ cho phép để thực hiện kế hoạch vận chuyển như vận tốc độ chấp nhận, hãng điều độ, và ANDY.
3. Vận chuyển theo dõi – sẽ cho phép theo bất kỳ vật lý hành chính hoạt động liên quan đến vận chuyển: nguồn gốc của thông vận tải sự kiện bởi sự kiện (chuyển từ Một, đến lúc B, thủ tục hải quan...) chỉnh sửa tiếp tục hải quan, hóa đơn và đặt tài liệu, gửi của giao thông báo (chậm trễ, tai nạn, không dự báo thời tiết dừng lại.)
4. Đo – có hoặc cần phải có một hậu cần chìa khóa chỉ tiêu (ĐỘNG) báo cáo chức năng vận chuyển.

Các chức năng của một chi nhánh bao gồm:
- Kế hoạch và tối của mặt đất vận chuyển viên đạn
- Trong và ngoài nước, vận chuyển giao thông vận tải và cung cấp lựa chọn
- Quản lý vận tải đường sắt, không khí và vận tải hàng hải
- Thực thời gian vận chuyển theo dõi
- Chất lượng phục vụ kiểm soát trong hình thức của tiêu chí (xem dưới)
- Xe Tải và Đường hóa
- Chi phí giao thông và chương trình mô phỏng
- Lô hàng trộn của đơn đặt hàng
- Chi phí kiểm soát ĐỘNG (chỉ số hoạt động Chính) báo cáo, và số liệu thống kê
- Vận Chuyển Hàng Hóa Kiểm Toán[1]
  - Điển hình tiêu chí bao gồm, nhưng không giới hạn:
    1.  % Thời gian Hàng Hiệu quả tương đối với yêu cầu
    2. Chi phí một số Liệu dặm km, trọng lượng; khối lập phương; thủy
    3. Năng suất bằng tiền, ví dụ như, chi phí mỗi đơn trọng hoặc vận chuyển đơn vị
    4. Năng suất trong điều kiện hoạt động, ví dụ như, vận chuyển đơn vị/lệnh hoặc trọng/tải

Tuy nhiên, tất cả các trên hậu cần chức năng cần phải được thuần giám sát như thế nào mỗi số chức năng.